# Aradia
Aradia é uma das principais figuras na obra de 1899 do folclorista americano Charles Godfrey Leland Aradia, ou o Evangelho das Bruxas, que ele acreditava ser um texto religioso genuíno usado por um grupo de bruxas pagãs na Toscana, uma afirmação que tem posteriormente foi contestado por outros folcloristas e historiadores. No Evangelho de Leland, Aradia é retratada como uma messias que foi enviada à Terra para ensinar os camponeses oprimidos como realizar feitiçaria para usar contra a Igreja Católica e as classes altas.
A folclorista Sabina Magliocco teorizou que antes de ser usada no Evangelho de Leland, Aradia era originalmente uma figura sobrenatural no folclore italiano, que mais tarde foi fundida com outras figuras folclóricas, como sa Rejusta da Sardenha.
Desde a publicação do Evangelho de Leland, Aradia tornou-se "indiscutivelmente uma das figuras centrais do renascimento da bruxaria pagã moderna" e, como tal, apareceu em várias formas de neopaganismo, incluindo Wicca e Stregheria, como uma divindade real.
Raven Grimassi, fundador da tradição de Stregheria, de inspiração wicca, afirma que Aradia era uma figura histórica chamada Aradia di Toscano, que liderou um grupo de "bruxas adoradoras de Diana" na Toscana do século XIV.

## Neopaganismo
Aradia tornou-se uma figura importante na Wicca, bem como em algumas outras formas de neopaganismo. Algumas tradições wiccanas usam o nome Aradia como um dos nomes da Grande Deusa, Deusa da Lua ou "Rainha das Bruxas".
Partes do texto de Leland influenciaram o Livro das Sombras Gardneriano, especialmente a Carga da Deusa. Alex Sanders invocou Aradia como uma deusa da lua na década de 1960. Janet e Stewart Farrar usaram o nome em seus Oito Sabás para Bruxas e O Caminho das Bruxas. Aradia foi invocada em feitiçaria no Livro Sagrado dos Mistérios Femininos de Z. Budapest.
Aradia é uma figura central na Stregheria, uma forma "étnica italiana" de Wicca introduzida por Raven Grimassi na década de 1980. Grimassi afirma que havia uma figura histórica chamada "Aradia di Toscano", a quem ele retrata como fundadora de uma religião revivalista da bruxaria italiana no século XIV. Grimassi afirma que a Aradia de Leland, ou o Evangelho das Bruxas, é uma "versão cristianizada distorcida" da história de Aradia.
As narrativas neopagãs de Aradia incluem O Livro da Santa Strega (1981), de Raven Grimassi; O Evangelho de Diana (1993), de Aidan Kelly; e História Secreta de Aradia, de Myth Woodling (2001).
Em 1992, Aidan Kelly, co-fundador da Nova Ordem Ortodoxa Reformada da Aurora Dourada, distribuiu um documento intitulado O Evangelho de Diana (uma referência a Aradia, ou o Evangelho das Bruxas). O texto continha uma lista de sacerdotisas mãe e filha que ensinaram feitiçaria religiosa ao longo dos séculos. Em vez da deusa de Leland, Diana, e sua filha messiânica Aradia, o texto de Kelly descrevia seres humanos mortais. Os nomes das sacerdotisas alternavam entre Aradia e Diana. Magliocco descreve a personagem de Aradia na narrativa que acompanha Kelly como "uma personagem notavelmente erótica; de acordo com seus ensinamentos, o ato sexual torna-se não apenas uma expressão da força vital divina, mas um ato de resistência contra todas as formas de opressão e o foco principal de rito". Magliocco também observa que o texto "não alcançou ampla difusão nos círculos pagãos contemporâneos"..[4]